# Альфред Лепін
Альфред Лепін (фр. Alfred Lépine, нар. 30 липня 1901, Сент-Анн-де-Бельвю — пом. 2 серпня 1955, Сент-Роз) — канадський хокеїст, що грав на позиції центрального нападника. Згодом — хокейний тренер.
Володар Кубка Стенлі. Провів понад 500 матчів у Національній хокейній лізі. 

## Ігрова кар'єра
Хокейну кар'єру розпочав 1922 року.
Усю професійну клубну ігрову кар'єру, що тривала 15 років, провів, захищаючи кольори команди «Монреаль Канадієнс».
Загалом провів 567 матчів у НХЛ, включаючи 41 гру плей-оф Кубка Стенлі.

## Тренерська робота
1939 року розпочав тренерську роботу в НХЛ. Тренерська кар'єра обмежилася роботою з командою «Монреаль Канадієнс».

## Статистика
| Сезон        | Клуб                 | Ліга         | Регулярний сезон | Регулярний сезон | Регулярний сезон | Регулярний сезон | Регулярний сезон | Плей-оф | Плей-оф | Плей-оф | Плей-оф | Плей-оф |
| Сезон        | Клуб                 | Ліга         | І                | Г                | П                | О                | ШХ               | І       | Г       | П       | О       | ШХ      |
| ------------ | -------------------- | ------------ | ---------------- | ---------------- | ---------------- | ---------------- | ---------------- | ------- | ------- | ------- | ------- | ------- |
| 1922–23      | «Монреаль Роялс»     | MCHL         | 4                | 2                | 0                | 2                | —                | —       | —       | —       | —       | —       |
| 1922–23      | «Монреаль Шемрокс»   | MCHL         | 1                | 1                | 0                | 1                | 2                | —       | —       | —       | —       | —       |
| 1923–24      | Montreal Hochelaga   | MCHL         | 9                | 3                | 0                | 3                | 2                | —       | —       | —       | —       | —       |
| 1924–25      | Montreal Nationale   | ХЛСУ         | 15               | 8                | 0                | 8                | —                | —       | —       | —       | —       | —       |
| 1925–26      | «Монреаль Канадієнс» | НХЛ          | 27               | 9                | 1                | 10               | 18               | —       | —       | —       | —       | —       |
| 1925–26      | Montreal Nationale   | ХЛСУ         | 3                | 2                | 0                | 2                | 0                | —       | —       | —       | —       | —       |
| 1926–27      | «Монреаль Канадієнс» | НХЛ          | 44               | 16               | 1                | 17               | 20               | 4       | 0       | 0       | 0       | 4       |
| 1927–28      | «Монреаль Канадієнс» | НХЛ          | 20               | 4                | 1                | 5                | 6                | 1       | 0       | 0       | 0       | 0       |
| 1928–29      | «Монреаль Канадієнс» | НХЛ          | 44               | 6                | 1                | 7                | 48               | 3       | 0       | 0       | 0       | 2       |
| 1929–30      | «Монреаль Канадієнс» | НХЛ          | 44               | 24               | 9                | 33               | 47               | 6       | 2       | 2       | 4       | 6       |
| 1930–31      | «Монреаль Канадієнс» | НХЛ          | 44               | 17               | 7                | 24               | 63               | 10      | 4       | 2       | 6       | 6       |
| 1931–32      | «Монреаль Канадієнс» | НХЛ          | 48               | 19               | 11               | 30               | 42               | 3       | 1       | 0       | 1       | 4       |
| 1932–33      | «Монреаль Канадієнс» | НХЛ          | 46               | 8                | 8                | 16               | 45               | 2       | 0       | 0       | 0       | 2       |
| 1933–34      | «Монреаль Канадієнс» | НХЛ          | 48               | 10               | 8                | 18               | 44               | 2       | 0       | 0       | 0       | 0       |
| 1934–35      | «Монреаль Канадієнс» | НХЛ          | 48               | 12               | 19               | 31               | 16               | 2       | 0       | 0       | 0       | 2       |
| 1935–36      | «Монреаль Канадієнс» | НХЛ          | 32               | 6                | 10               | 16               | 4                | —       | —       | —       | —       | —       |
| 1936–37      | «Монреаль Канадієнс» | НХЛ          | 34               | 7                | 8                | 15               | 15               | 5       | 0       | 1       | 1       | 0       |
| 1937–38      | «Монреаль Канадієнс» | НХЛ          | 47               | 5                | 14               | 19               | 24               | 3       | 0       | 0       | 0       | 0       |
| 1938–39      | «Нью-Гейвен Іглс»    | IAHL         | 52               | 8                | 23               | 31               | 16               | —       | —       | —       | —       | —       |
| Усього в НХЛ | Усього в НХЛ         | Усього в НХЛ | 526              | 143              | 98               | 241              | 392              | 41      | 7       | 5       | 12      | 26      |

## Тренерська статистика
| Команда              | Сезон   | Регулярний сезон | Регулярний сезон | Регулярний сезон | Регулярний сезон | Регулярний сезон | Регулярний сезон | Плей-оф   |
| Команда              | Сезон   | І                | В                | П                | Н                | О                | Місце            | Результат |
| -------------------- | ------- | ---------------- | ---------------- | ---------------- | ---------------- | ---------------- | ---------------- | --------- |
| «Монреаль Канадієнс» | 1939-40 | 48               | 10               | 33               | 5                | 25               | 7-те в НХЛ       | не вийшли |